# Halticopterina triannulata
Halticopterina triannulata är en stekelart som beskrevs av Erdös 1946. Halticopterina triannulata ingår i släktet Halticopterina, och familjen puppglanssteklar. Arten är reproducerande i Sverige.